# شوگو شیمادا
شوگو شیمادا (به ژاپنی: 島田 正吾, Shimada Shōgo); ۱۳ دسامبر ۱۹۰۵ – ۲۶ ژانویهٔ ۲۰۰۴) بازیگر اهل ژاپن بود. وی بین سال‌های ۱۹۵۱ تا ۱۹۹۵ میلادی فعالیت می‌کرد.
از فیلم‌ها یا برنامه‌های تلویزیونی که وی در آن نقش داشته‌است می‌توان به زاتوایچی و قفسه سینه‌ای از طلا و طولانی‌ترین روز ژاپن اشاره کرد.